# Södertörn

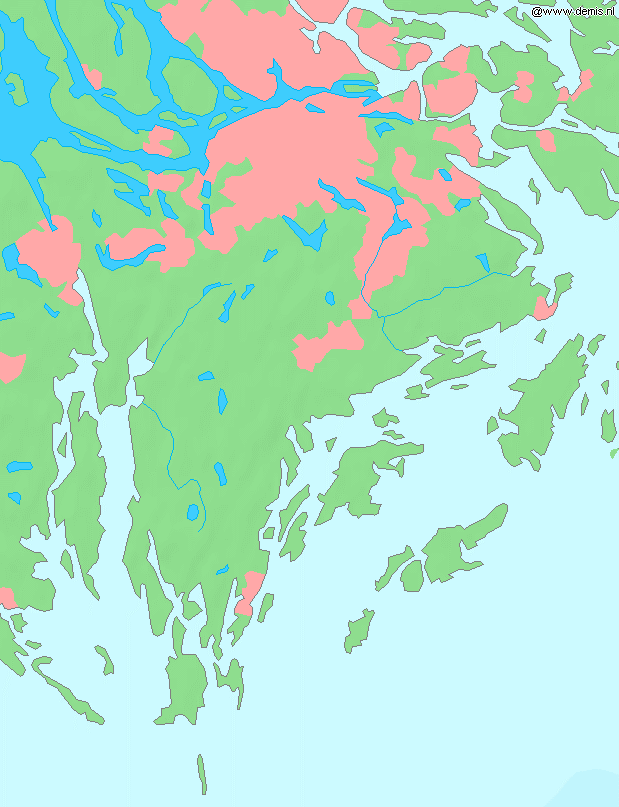
Karte von Södertörn, im Norden Stockholm

Södertörn ist eine annähernd dreieckige Halbinsel im Osten der schwedischen historischen Provinz Södermanland. Die Begrenzung bilden im Norden der Mälarsee und die Bucht Saltsjön, im Westen die Buchten Himmerfjärden und Hallsfjärden sowie im Osten und Süden die Ostsee. Die Verbindungen zum Festland sind heute durch die Kanäle bei Södertälje und dem Stockholmer Stadtteil Hammarby durchbrochen.
Der Norden der Halbinsel ist wellig mit bewaldeten oder kahlen Anhöhen. Hier befindet sich der Nationalpark Tyresta. Im zentralen Teil liegt die erhöhte Waldlandschaft Hanveden mit Södertörns höchstem Berg, Tornberget, 110,9 Meter über dem Meer. Im Süden breiten sich landwirtschaftlich genutzte Ebenen mit vereinzelten Erhebungen aus. Der ursprüngliche Berggrund besteht fast überall aus Gneis.
Der Name, der im Laufe der Zeit von Tør (1283) über Tørinne (1383) auf Södertörn (seit 1645) wechselte, ist vergleichbar mit dem norwegischen Dialektwort tor, was „zerschnittener Felsenstrand“ bedeutet. Dies ist auch eine gute Beschreibung für die Küste der Halbinsel.
Lange Zeit war Södertörn relativ unbeeinflusst durch die Nähe zu Stockholm. Die Bauern bearbeiteten karge Böden und nur in der Umgebung der Herrenhöfe waren die Erde und die Erträge besser. In den Orten an der Küste dominierte die Fischerei. Erst zum Ende des 19. Jahrhunderts breitete sich Stockholm merkbar nach Süden aus. Dies war hauptsächlich ein Verdienst der neuen Eisenbahnlinien Västra stambanan und Nynäsbanan.
Koordinaten: 59° 6′ N, 18° 1′ O